# Viktor Kapitonov
Viktor Arsenievitch Kapitonov  (en russe : Виктор Арсеньевич Капитонов ; né le 25 octobre 1933 à Kalinine - mort le 2 mars 2005 à Moscou) était un coureur cycliste soviétique russe, dont la carrière, uniquement chez les amateurs, culmina avec le titre olympique sur route remporté aux Jeux de Rome en 1960.

## Biographie

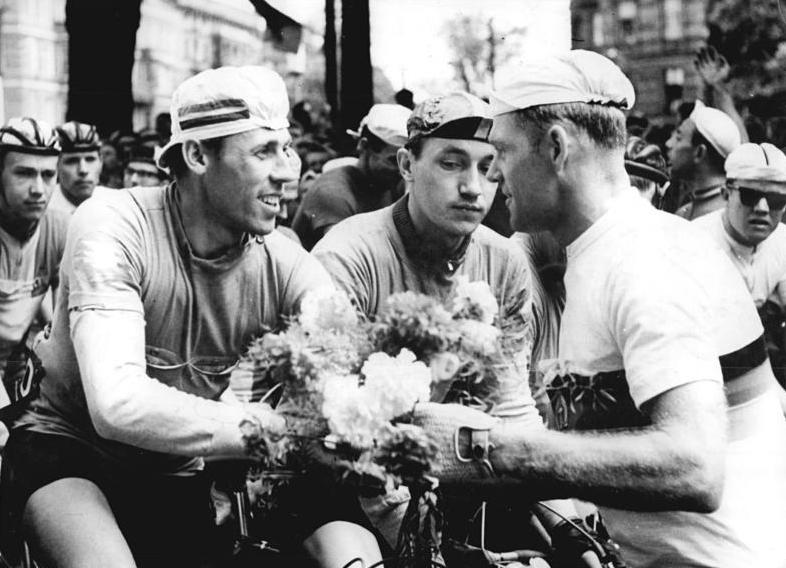
Course de la Paix 1961, Viktor Kapitonov, à gauche, Gustav Schur, à droite, deux champions de l'Est européen

Solide coureur soviétique, Viktor Kapitonov participe à sept éditions de la Course de la Paix, terminant deuxième en 1961. Il remporte surtout la médaille d'or sur route aux Jeux olympiques d'été de 1960 dans les rues de Rome.
C'est le premier titre olympique acquis par un représentant de l'URSS en cyclisme. Le fait que Viktor Kapitonov soit, à ce moment-là, officier dans l'Armée rouge accroit l'audience de cette victoire au-delà des milieux cyclistes. Elle vient symboliquement en appui de la politique de coexistence pacifique entre l'Est et l'Ouest prônée par le chef de l'Union soviétique, Nikita Khrouchtchev. Pour rester dans le domaine sportif cette victoire est considérée par certains comme "une date de l'histoire cycliste". Le vainqueur qui n'est que l'un des "844 000 licenciés" de l'URSS, "Victor Kapitanov, en s'engouffrant dans la brèche ouverte par Schur en 1958 à Reims, a signifié que c'est de l'Est qu'arrivait la nouvelle vague du cyclisme mondial". Tout au moins se pose dès 1960 la question de l'unification des cyclismes. On sait qu'il faudra 30 ans pour la résoudre.
Viktor Kapitonov  participe également à la conquête de la médaille de bronze olympique par équipe sur route, toujours à Rome. Sa carrière de coureur achevée, il est nommé, avec Anatoli Tchérepovitch, lui aussi ancien coureur, entraîneur de l'équipe nationale soviétique de 1969 à 1988. Le décès de son ami Tchérepovitch dans un accident d'automobile, le laisse seul à la barre. Au printemps 1971 il déclare lors d'un entretien qu'il poursuit ce qu'ils ont entrepris, tous les deux: "un travail de prospection afin de renouveler les effectifs". Ses méthodes et tactiques sont alors parfois contestées mais le titre olympique gagné en 1960, joint à une réussite certaine lui valent durablement un prestige peu contestable. Le palmarès de l'entraîneur puis directeur des équipes de l'Union soviétique, certes avec des champions hors pair, est sans pareil.
Le passage au cyclisme professionnel de plusieurs coureurs soviétiques, se fait alors que Viktor Kapitonov a quitté l'encadrement de l'équipe soviétique. En 1992, il participe à la mise sur pied d'une équipe professionnelle composée uniquement de jeunes coureurs russes. L'équipe s'appelle Russ. Il en est le directeur technique en chef, assisté par Igor Naumov. L'expérience se prolonge en 1993.

## Honneurs
- 1975 : Médaille d'Or du Sport soviétique[6], pour les victoires de l'Équipe cycliste de l'URSS
- 1976 : Titulaire de l'Ordre de Lénine, « pour l'Amitié entre les Peuples », une des plus hautes distinctions du pays.

## Palmarès

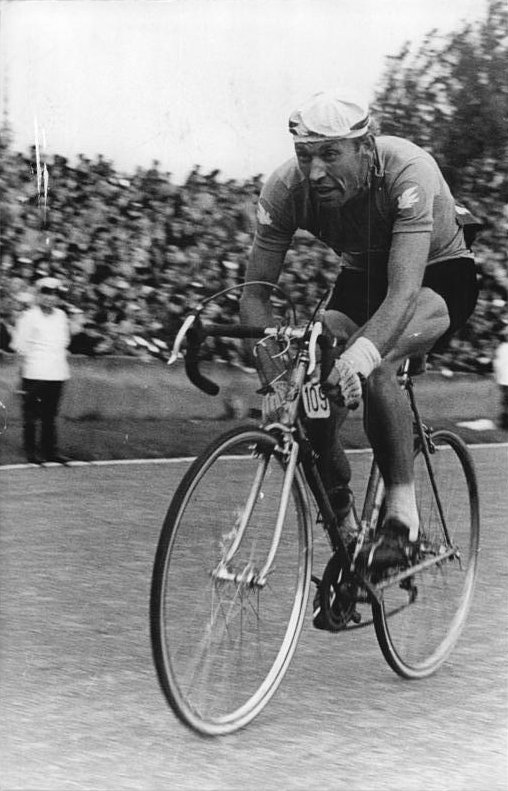
Le nom de Kapitonov est associé à Course de la Paix, qu'il n'a pourtant jamais gagnée, individuellement. Au niveau du challenge collectif son nom, en tant que coureur ou entraîneur est associé à 17 succès de l'équipe d'URSS

### Palmarès année par année
- 1955
  - 3e étape du Tour de l'URSS
- 1956
  - Tour de l'URSS
  - 6e du contre-la-montre par équipes des Jeux olympiques de Melbourne (avec Anatoli Tcherepovitch, Nikolaï Kolumbet et Viktor Vershinin)
- 1957
  - Grand Prix de Moscou
  - Match Allemagne de l'Est-Pologne-URSS[7]
  - Tour de Sotchi
  - 3e de la Course de la Paix[8]
- 1958
  -  Champion d'URSS sur route
  -  Champion d'URSS du contre-la-montre par équipes (avec Youri Melikhov, Anatoli Tcherepovitch et Evgeni Klevtzov)
  - 2e, 5e et 12e étapes de la Course de la Paix[9]
- 1959
  -  Champion d'URSS sur route
- 1960
  -  Champion olympique sur route aux Jeux olympiques de Rome
  -  Champion d'URSS du contre-la-montre par équipes (avec Youri Melikhov, Alexeï Petrov et Evgeni Klevtzov)
  -  3e du contre-la-montre par équipes aux Jeux olympiques de Rome (avec Youri Melikhov, Evgeni Klevtzov et Alexeï Petrov)
- 1961

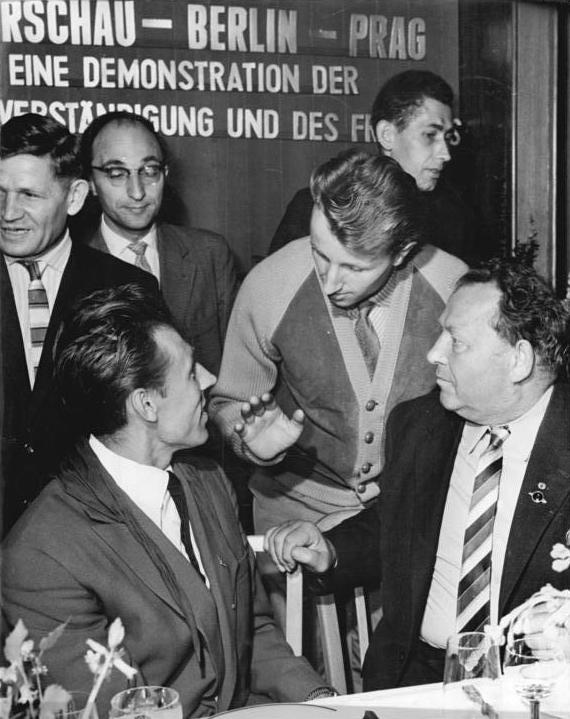
Ici à gauche de la photo, assis, Viktor Kapitonov avait acquis par sa victoire olympique de 1960 une réputation dans le monde cycliste, que le directeur sportif qu'il devient après 1970 ne fit qu'accroître. Jaugée en termes de médailles olympiques, ce sont 4 des 6 titres olympiques, en cyclisme sur route (hommes) disputés entre 1972 et 1980, qui reviennent à l'URSS.

  - 4ea étape de la Course de la Paix (contre-la-montre par équipes)
  - 2e de la Course de la Paix[10]

- 1962
  - 11e étape de la Course de la Paix (contre-la-montre par équipes)
  - 3e du Tour du Saint-Laurent
  - 4e du championnat du monde du contre-la-montre par équipes (avec Alexeï Petrov, Evgeni Klevtzov et Anatoli Tcherepovitch)
- 1963
  -  Champion d'URSS du contre-la-montre par équipes (avec Youri Melikhov, Anatoli Tcherepovitch et Anatoli Olizarenko)
  - 11e étape de la Course de la Paix
  -  3e du championnat du monde du contre-la-montre par équipes (avec Youri Melikhov, Anatoli Olizarenko et Gainan Saidschushin)

### Places d'honneur
- 1956
  - 32e de la course en ligne masculine des Jeux olympiques d'été de Melbourne
- 1957
  - 36e du championnat du monde sur route amateurs
- 1958
  - 7e de la Course de la Paix
  - 12e du championnat du monde sur route amateurs
- 1959
  - 7e de la "Roue d'or" à Bergame[11]
  - 8e de la Course de la Paix[10]
- 1960
  - 29e du championnat du monde sur route amateurs
- 1961
  - 38e du championnat du monde sur route amateurs
- 1962
  - 8e de la Course de la Paix[10]
  - 11e du championnat du monde sur route amateurs
- 1963
  - 8e de la Course de la Paix
  - 19e du Tour de l'Avenir[12]
  - 25e du championnat du monde sur route amateurs
- 1964
  - 7e de la Course de la Paix

## Bilan de l'entraîneur chef deséquipes soviétiques(1969-1985)
(principales victoires et médailles)
- Jeux olympiques d'été
  - Championnat individuel : 1980 à Moscou (médaille d'or + médaille de bronze)
  - Course des 100 kilomètres contre la montre par équipes, (médaille d'or) en :  1972 à Munich, 1976 à Montréal, 1980 à Moscou